# Přesídlení Maďarů do českých zemí

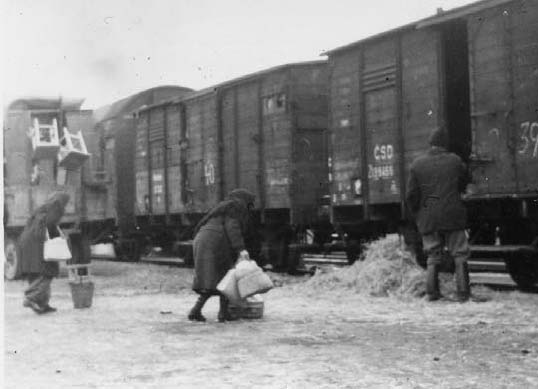
Maďaři nuceně přesídlení z města Gúta (dnes Kolárovo) vybalují svůj majetek z vlaku v Mladé Boleslavi, únor 1947

Přesídlení Maďarů do českých zemí bylo součástí poválečných perzekucí maďarské menšiny. Českoslovenští představitelé, vzhledem k předchozí ofenzivní iredentistické politice Maďarska, vnímali přítomnost maďarské menšiny jako trvalou hrozbu pro mír a stabilitu státu. Po neúspěšných pokusech dosáhnout jejího jednostranného odsunu podle vzoru Němců se těžištěm řešení maďarské otázky staly výměna obyvatelstva s Maďarskem, reslovakizace a nucené přesídlování v rámci státu. Tato opatření měla snížit koncentraci maďarské menšiny na jižním Slovensku, rozptýlit ji po republice a připravit tak podmínky pro její asimilaci. Velmi důležitým motivem pro přesídlování byl i nedostatek pracovní síly po odsunu Němců. Maďaři však nebyli přesídlováni výhradně do českého pohraničí, ale i do centrálních okresů.
První vlna přesídlení proběhla od září do prosince 1945, kdy bylo do Česka deportováno 9 247 Maďarů. Akce byla poměrně rychle zastavena, neboť se Československo v této době soustředilo na uzavření dohody o výměně obyvatelstva. Od července do srpna 1946 Československo organizovalo nábor pracovních sil do českých zemí na dobrovolném základě pod heslem Pomoc Slovenska českým zemím při zemědělských pracích, kterého se však maďarská menšina zúčastnila v minimální míře. Po neúspěchu akce mezi maďarským obyvatelstvem a v souvislosti s mírovou konferencí v Paříži, která odmítla revizionistické nároky Maďarska i jednostranný transfer maďarského obyvatelstva, se československé orgány rozhodly využít nucené přesídlení.
Hlavní fáze odsunu do českých zemí se uskutečnila mezi listopadem 1946 až únorem 1947, kdy bylo vysídleno 41 666 osob maďarské národnosti. Československo akci odůvodňovalo pracovní povinností na základě dekretu prezidenta republiky č. 88/1945 Sb., Několik ustanovení dekretu však nebylo dodržováno. Odsun měl formu násilných deportací za účasti bezpečnostních orgánů státu. Vzhledem k tomu, že byly deportovány celé rodiny včetně žen a dětí, byla celá akce značně nehumánní a přinášela množství citově vypjatých scén. Situaci začátkem roku ještě zhoršovalo nepříznivé zimní počasí. Konflikty s bezpečnostními orgány a pokusy o útěk přinesly i oběti na životech. Rozdělování Maďarů mezi české rolníky bylo prováděno způsobem ponižujícím lidskou důstojnost. Maďaři z nových pracovních míst hromadně utíkali a vraceli se zpět do svých domovů, kde pak docházelo ke konfliktům s novými osídlenci, které našli na svých majetcích. Organizovaný návrat proběhl teprve v lednu až dubnu 1949. Většina Maďarů se vrátila do svých bydlišť na území Slovenska.